# Cryosphère
La cryosphère, du grec kryos (froid, glace), est un terme désignant toutes les portions de la surface des mers ou terres émergées où l'eau est présente à l'état solide,. 

Pour le Rapport spécial « The Ocean and Cryosphere in a Changing Climate » publié par le GIEC en 2019, la cryosphère inclut 
les volumes de neige, les glaciers, les inlandsis, les banquises, les icebergs, la glace de mer, de lac et de rivière, et de façon temporaire ou permanente les sols gelés (pergélisol/permafrosts, selon les saisons).

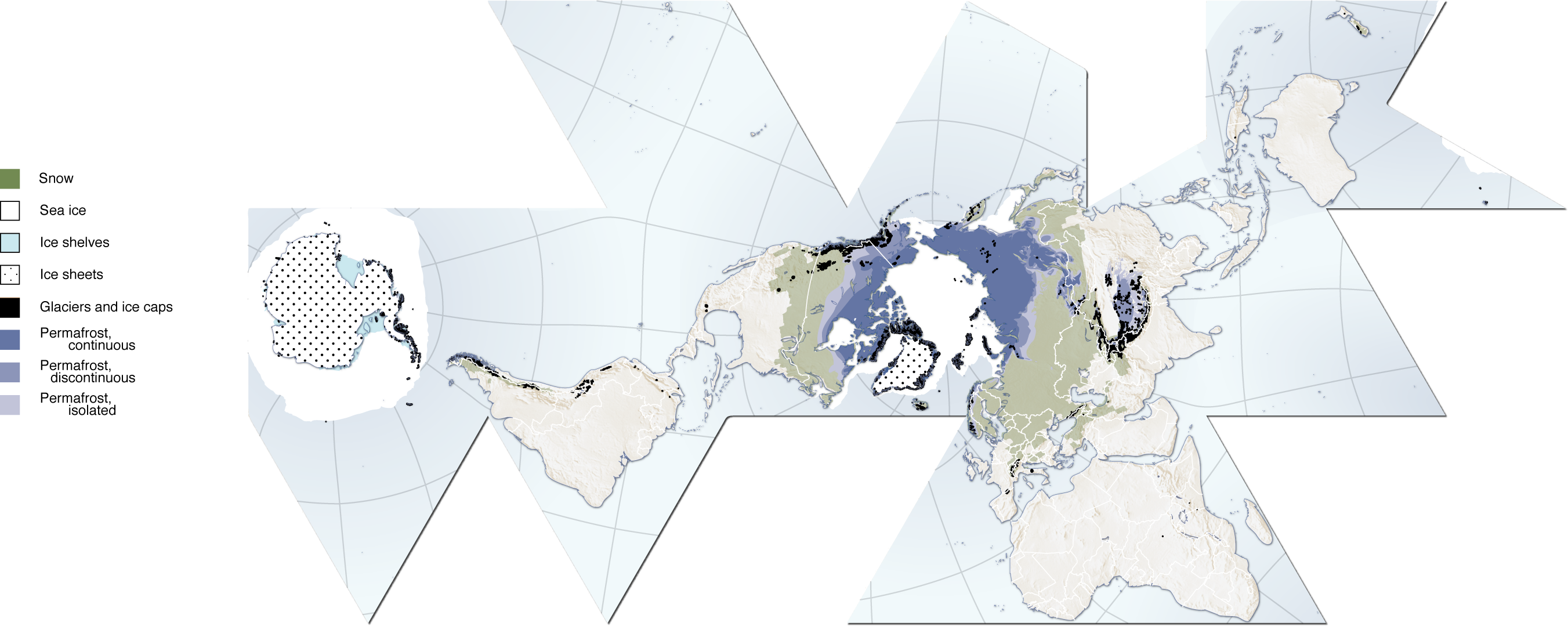
Carte de la cryosphère et de l'océan mondial

## Localisation
On[style à revoir] peut trouver de la glace et de la neige sous toute latitude (avec par exemple, les montagnes gelées de Norvège, les glaciers de Suisse (en fonte accélérée pour certains,), les neiges du Kilimandjaro), mais l'essentiel du volume de glace se trouve dans les deux gros inlandsis du Groenland et de l'immense Antarctique.

(Voir aussi la carte ci-contre).

## Étude de la cryosphère

Représentation des glaciers sur carte topographique

Elle prend de l'importance dans le cadre du changement climatique et de projet de développement en zone de permafrost. 
Une revue scientifique, nommée Cryosphere est dédiée à ce sujet, de même qu'une association de chercheurs (International Permafrost Association), qui organise périodiquement une conférence internationale sur le Permafrost, dite ICOP (pour International Conference on Permafrost .

### Cryosphère et changement climatique
Cette section ne s'appuie pas, ou pas assez, sur des sources secondaires ou tertiaires indépendantes du sujet.

Pour l'améliorer, ajoutez-en, ou placez des modèles {{Source secondaire souhaitée}} ou {{Source secondaire nécessaire}} sur les passages mal sourcés. (février 2024)
La cryosphère entretient des liens complexes et d'interdépendance avec le climat et l'océan ; c'est pourquoi elle est intégrée dans les modèles de changement climatique notamment étudiés par le GIEC (Nobel 2007), à cause de ses liens et rétroactions avec le réchauffement du climat (via l'albédo ou les émissions de CO2 et de méthane piégés dans les pergélisols et sous certains manteaux de glace notamment), et avec l'hydrologie mondiale.
La cryosphère est un indicateur très sensible du changement climatique ; elle fut particulièrement étudiée pendant la dernière Année polaire internationale (2007–2009).
Les résultats de ces études sont disponibles pour tous, compte tenu de l'enjeu sur la biosphère, en particulier les changements des littoraux et pour la biodiversité. 
La surface des terres gelées est un facteur important pour le climat local et mondial, à cause du pouvoir réfléchissant de la glace. L'épaisseur et la durée annuelle d'englacement sont aussi des indicateurs importants, notamment pour la couche de glace de mer (moins de 15 m) de l'océan arctique et à la couverture de neige au-delà du 66° de latitude. 
Le volume d'eau gelée retenue dans ces régions est tel que sa fonte entraînera une hausse du niveau de la mer.
En 2019 (24 sept), le Rapport spécial du GIEC sur les océans et la cryosphère dans un monde dont le climat change a été adopté, malgré les objections saoudiennes. Le rapport titré « The Ocean and Cryosphere in a Changing Climate » (SROCC, 900 pages) a été adopté par consensus après 2 ans de travail et de longues discussions entre les scientifiques et diplomates de 195 États membres (31 176 commentaires faits par les « reviewers » et les représentants de gouvernements de 80 pays). Il a été publié le lendemain (25 sept. à 11h.) ; c’est le 1er rapport du GIEC qui souligne l’importance de l’éducation pour améliorer les connaissances sur le changement climatique, les océans et la cryosphère. 
Réduire drastiquement les GES, protéger et restaurer les écosystèmes et gérer soigneusement les ressources naturelles permettrait selon les auteurs de préserver les océans et la cryosphère en tant que source d'opportunités favorisant l'adaptation aux changements futurs, limitant les risques d'atteinte aux moyens de subsistance et offrant de multiples avantages sociétaux supplémentaires.
L’effort nécessaire aux transitions est cependant « sans précédent » et concerne tous les aspects de la société, dont l'énergie, les sols et les écosystèmes, les zones urbaines et les infrastructures ainsi que l'industrie. Des politiques climatiques ambitieuses et le respect de l'Accord de Paris protégeront également les océans et la cryosphère – et soutiendront en définitive toute la vie sur Terre », a déclaré Debra Roberts, coprésidente du groupe de travail II du GIEC.

### Évolutions récentes (depuis le début de l'ère industrielle)
La cryosphère, à cause du réchauffement climatique, a récemment connu un recul mondial, tant pour les masses polaires que pour celles des glaciers ou de l'étendue du pergélisol. Depuis la fin des années 1980, la température interne des glaciers (et du pergélisol) a globalement augmenté, avec un réchauffement qui a d'abord culminé au milieu des années 2000-2010, pour ensuite ralentir quelques années avant d'à nouveau monter.
Ces changements rapides sont sources d'une montée des océans, mais aussi de rééquilibrages eustatiques et de dégradation de la stabilité des glaciers et de certaines montagnes (augmentation du risque d'effondrements rocheux). 
Le dégel du pergélisol libère du CO2 et du méthane qui contribuent à exacerber le réchauffement. Les infrastructures et architectures construites sur le pergélisol se dégradent avec son dégel. Le pergélisol qui dégèle libère aussi d'importantes quantités de mercure dans l'air. La taille des lacs supraglaciaux augmente, avec parfois un risque de catastrophe si un barrage naturel morainique s'effondre. Même si la température avait été stabilisée au début du XXIe siècle, certains glaciers se réchauffant auraient continué à se contracter et leur nombre à augmenter. L'augmentation de la température interne des pergélisols est un signe avant-coureur de leur dégradation complète. 
Les prospectivistes du climat attendent, dès le XXIe siècle, des impacts élargis et importants sur l'hydrologie, l'écologie et la stabilité de l'ingénierie dans les régions froides de la planète. Les glaciers qui disparaissent sont aussi des ressources en eau qui disparaissent.

### Actions pour sauver la Cryosphère
- La Banque Mondiale collabore à des rapports réguliers sur l'Etat de la Cryosphère et propose des mesures pour sa sauvegarde[10].
- ICCI (International Cryosphere Climate Initiative)[11].
- Les fondations "1 Ocean", "Ocean Sunstainability", "Science4Reefs" et la Fondation Albédo, en partenariat avec le CNRS[12].